# Shahr-e-Babak
Shahr-e Bābak (farsi شهر بابک) è il capoluogo dello shahrestān di Shahr-e-Babak, circoscrizione Centrale, nella provincia di Kerman. Aveva, nel 2006, una popolazione di 43.916 abitanti.